# 高建 (1952年)
高建（1952年7月—），上海人，中华人民共和国政治人物、外交官。

## 生平
1978年，进入中华人民共和国外交部工作，先后在中国人民对外友好协会、驻缅甸大使馆、驻老挝大使馆、外交部北美大洋洲司任职。1995年，任驻美国大使馆参赞。1999年，任外交部美大司参赞，后升任副司长。2004年，任外交部涉外安全事务司司长。2007年4月，出任中华人民共和国驻挪威大使。2009年8月，出任中华人民共和国驻匈牙利大使。2012年10月，自驻匈牙利大使离任。

## 家庭
已婚并有一个儿子。